# Charles Samuel Joelson

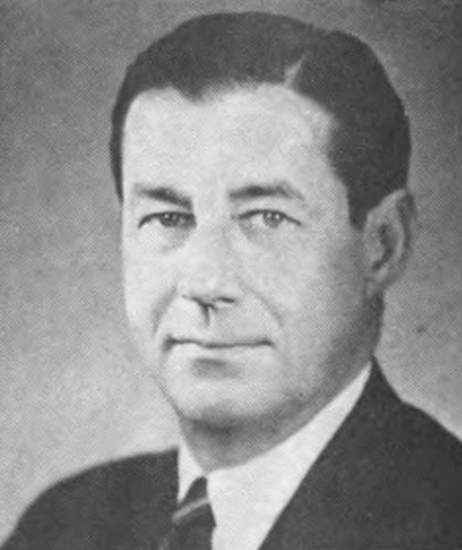
Charles Samuel Joelson

Charles Samuel Joelson (* 27. Januar 1916 in Paterson, New Jersey; † 17. August 1999 in Freehold, New Jersey) war ein US-amerikanischer Jurist und Politiker. Zwischen 1961 und 1969 vertrat er den Bundesstaat New Jersey im US-Repräsentantenhaus.

## Werdegang
Charles Joelson besuchte die öffentlichen Schulen seiner Heimat und danach die Montclair Academy. Bis 1937 studierte er an der Cornell University. Nach einem anschließenden Jurastudium an dieser Universität und seiner 1940 erfolgten Zulassung als Rechtsanwalt begann er in Paterson in seinem neuen Beruf zu arbeiten. Seit 1942 diente er während des Zweiten Weltkrieges in der United States Navy. Zwischen 1949 und 1952 war er Berater der Stadt Paterson. In den Jahren 1954 bis 1956 fungierte er als stellvertretender Leiter der Kriminalpolizei seines Staates, deren Leitung er zwischen 1958 und 1960 übernahm. Von 1956 bis 1958 war er Staatsanwalt im Passaic County.
Politisch war Joelson Mitglied der Demokratischen Partei. Bei den Kongresswahlen des Jahres 1960 wurde er im achten Wahlbezirk von New Jersey in das US-Repräsentantenhaus in Washington, D.C. gewählt, wo er am 3. Januar 1961 die Nachfolge von Gordon Canfield antrat. Nach vier Wiederwahlen konnte er bis zu seinem Rücktritt am 4. September 1969 im Kongress verbleiben. Diese waren von den Ereignissen des Vietnamkrieges und der Bürgerrechtsbewegung geprägt. Joelsons Rücktritt erfolgte, nachdem er von Gouverneur Richard J. Hughes zum Richter am New Jersey Superior Court ernannt worden war. Dieses Amt bekleidete er 15 Jahre lang bis 1984. Er starb am 17. August 1999 in Freehold.